# Rede Alesp
Rede ALESP é uma emissora de televisão brasileira sediada em São Paulo, capital do estado homônimo. Opera nas TV por assinatura via cabo e pelo canal 8.2 (38 UHF digital) do mux legislativo, e integra o sistema de comunicação da Assembleia Legislativa de São Paulo, transmitindo sessões plenárias do parlamento paulista, eventos culturais e programas educativos. Seus estúdios estão localizados dentro do Palácio 9 de Julho no bairro do Ibirapuera, e seus transmissores estão na Torre Cultura, no Sumaré.

## História
Foi criada em 1998 como TV ALESP, durante a presidência do deputado estadual Ricardo Tripoli, com base na lei do cabo, promulgada em 6 de janeiro de 1995, que dentre outros dispositivos, previa a distribuição gratuita em operadoras de TV a cabo de canais do poder legislativo municipal, estadual e federal.
Na segunda metade da década de 2000, passou a ser disponibilizada também em sinal aberto e digital, através de mix de canais legislativos que reúne também a TV Câmara municipal, TV Câmara e TV Senado. Atualmente, seu sinal chega desta forma a 16 municípios do interior paulista.
Entre 2015 e 2017, era denominada TV Assembleia SP, e desde 6 de setembro de 2019, passou a ser conhecida como Rede ALESP. Em 29 de agosto de 2020 quando todos os canais legislativos foram para o 8.x, a Rede ALESP mudou para o canal 8.2.

## Retransmissoras[3]
- Assis - 61.2
- Barretos - 61.2
- Bauru - 60.2
- Birigui - 18.2
- Bebedouro - 12.3
- Botucatu - 31.2
- Campinas - 11.2
- Franca - 6.2
- Itapetininga - 40.2
- Jacareí - 61.2
- Jaú - 61.2
- Jundiaí - 12.3
- Lins - 36.2
- Marília - 61.2
- Mogi das Cruzes - 3.3
- Ourinhos - 31.2
- Piracicaba - 11.2
- Ribeirão Preto - 6.2
- São Carlos - 49.2
- São José do Rio Preto - 28.3
- São Joé dos Campos - 12.2
- São Paulo - 8.2
- Sertãozinho - 46.3
- Sorocaba - 61.2
- Tupã - 61.2

Nos municípios que ainda não possuem sinal aberto digital, o sinal chega via satélite através do Intelsat 11 e nas programadoras de TV a cabo, no canal legislativo estadual.